# Michel Abitbol
Michel Abitbol (* 14. dubna 1943 v Maroku) je izraelský židovský historik, profesor na Hebrejské univerzitě v Jeruzalémě. Je považován za odborníka na historii Židů severní Afriky. Je také vědeckým ředitelem Centra pro výzkum marockého židovství, založeného v Jeruzalémě v roce 1994. Píše své knihy a monografie ve francouzštině.
Od roku 1978 do roku 1981 a od roku 1987 do roku 1994 byl ředitelem Institutu Ben-Zvi v Jeruzalémě.

## Dílo
- Témoins et Acteurs – Les Cor cos et l'histoire du Maroc contemporain (Svědkové a aktéři - Corcosové a dějiny současného Maroka), Ben-Zvi Institute, Jerusalem, (1978)
- Tombouctou et les Arma, Paris, Maisonneuve et Larose, (1979)
- Tombouctou au milieu du XVIIIème siècle (Timbuktu v polovině 18. století), Union Académique Internationale, Fontes Historiae Africanae, serie Arabica VII, Paris, Maisonneuve et Larose, (1982)
- Les Juifs d'Afrique du Nord sous Vichy (Severoafričtí Židé za režimu Vichy), Paris, Maisonneuve et Larose, (1983)
- Les Deux Terres Promises – Les Juifs de France et le Sionisme (1897–1945) (Dvě zaslíbené země - francouzští Židé a sionismus), Paris, Olivier Orban, (1989)
- De Crémieux à Pétain – Antisémitisme et Colonialisme en Algérie (Od Crémieuxe k Pétainovi - antisemitismus a kolonialismus v Alžírsku), Jerusalem, Shazar Center, (1993)
- Tujjar al-Sultan – Une élite économique judéo-marocaine au XIXème siècle (Tujjar al-Sultán - jedna židovsko-marocká ekonomická elita v 19. století) Jerusalem, Ben Zvi Institute, (1994)
- Tujjar al-Sultan – Les commerçants du Roi (Tujjar al-Sultan - královi obchodníci), Paris, Maisonneuve et Larose, (1998)
- Le passé d'une discorde – Juifs et Arabes du VIIème siècle à nos jours (Minulost jedné rozepře - Židé a Arabové od 8. století po dnešek), Paris, Editions Perrin, (1999)
- Reedition: Le passé d'une discorde – Juifs et Arabes depuis le VIIème siècle, Paris, Tempus, (2003)
- Les Amnésiques – Juifs et Arabes depuis 1967 (Lidé bez paměti - Židé a Arabové od roku 1967) – Perrin (2005)
- Histore du Maroc (Dějiny Maroka) – Perrin (2009)
- Histoire des Juifs, de la genèse à nos jours (Dějiny Židů, od geneze do dneška) – Perrin (2013)